# Diocèse de Fréjus
Le diocèse de Fréjus est un ancien diocèse français dans la province ecclésiastique d'Aix supprimé en 1790. Il est remplacé par le diocèse de Fréjus-Toulon.